# それSnow Manにやらせて下さい
『それSnow Manにやらせて下さい』（それスノーマンにやらせてください）は、TBS系列で放送されているバラエティ番組。Snow Manの冠番組でもある。略称は『それスノ』。

## 概要
MCのSnow Manが体を張ったミッションに挑戦し、みんなが知りたい情報を届けるバラエティ番組。毎回番組が決めたルールを基にミッションを挑戦する。
Snow Manにとっての初冠番組として、当初はTBSの深夜帯にて特別番組という形で放送。その後レギュラー番組として、2020年4月24日から2021年4月2日まで毎週金曜深夜に、動画配信サービス「Paravi」において全47回の配信が実施された。その後レギュラー番組化から1年を迎えるのに合わせ、放送局をTBSテレビとする形で地上波でのレギュラー放送へと移行。放送時間は、2021年4月11日から2023年3月26日までは日曜13時 - 13時30分（関東ほか一部地域）、2023年4月からは毎週金曜20時 - 20時54分（全国ネット、以上、いずれもJST）のゴールデン帯に昇格。
ゴールデン帯への昇格後は、当初は金曜20時台での通常編成が組まれることが多かったが、2024年4月以降、特番による休止や拡大スペシャルの編成が多くなっている。

### 番組への評価
地上波レギュラーとしての初回放送となった2021年4月11日放送分では、Twitter上において世界トレンドで「#それスノ」が2位にランクイン。日本のトレンドでも「#それスノ」が1位、「#それSnowmanにやらせて下さい」が2位に入っており、以降も放送の度にTwitterのトレンドを賑わせている。
その一方で、視聴率も関東地区における初回放送が世帯で3.6パーセント、個人で1.8パーセントを記録（ビデオリサーチ調べ）、いずれも前番組である『噂の!東京マガジン』の3月28日放送分（地上波レギュラーとしての最終回）の視聴率（世帯9.1パーセント、個人4.7パーセント）を下回るスタートとなった。その後も関東地区の視聴率は世帯で3パーセント台、個人で1パーセント台と苦戦傾向が続いている。
プライムタイムにおいては、2022年9月13日に放送された1時間スペシャルの世帯視聴率が7.1パーセント（ビデオリサーチ調べ、関東地区）を記録した一方、2023年春にレギュラー版がプライムタイムに進出して以降は、世代視聴率の面では苦戦傾向が続いているが、コア視聴率は常に4%台の高数字をマークしている。

## 番組の歴史
- 2020年2月28日 - Snow Man単独のオフィシャルYouTubeチャンネルにて、本組の放送が発表[18][19]。同日、番組公式Twitter開設[20]。
- 2020年3月24日 - 本番組のために制作されたSnow Manの新曲「ナミダの海を越えて行け」が番組テーマソングに決定[21]。
- 2020年3月25日 - 本番組の地上波特番放送。Twitterの世界トレンド2位、日本のトレンド1位を記録した[3]。また番組内にて、同年4月より動画配信サービス「Paravi」でのレギュラー番組として配信されることも併せて発表された[22]。
- 2020年4月8日 - 新型コロナウイルス感染拡大の影響により、初回配信の延期と番組収録を当面見合わせることを発表[23]。
- 2020年4月24日 - 当初の初回配信予定日。地上波特番の未放送部分を含めた「レギュラー配信決定サプライズロケ完全版」を配信。翌週より「地上波SP完全版」を順次配信[24]。
- 2020年6月5日 - Paravi版レギュラー配信開始。前述の事情から、番組収録はスタジオでのリモート収録となった[25]。
- 2020年7月24日  - 同日配信分（第13回）にて、番組テーマソング「ナミダの海を越えて行け」のPVを初公開[26]。
- 2021年1月1日 - 地上波特番第2弾放送。番組初となる全国放送でもある[27]。
- 2021年2月23日 - 同年4月からのTBS系列でのレギュラー放送を発表。これにより、Snow Manにとって初の地上波冠レギュラー番組となった[5][28]。
- 2021年4月2日 - 地上波放送への移行に伴い、同日配信分（第47回）をもってParavi版は終了[29]。
- 2021年4月11日 - 地上波版レギュラー放送開始。番組内にて新テーマソング「Be Proud!」を初解禁[30]。
- 2021年9月26日 - 同日より、ParaviとTVerでの最新回の見逃し配信、および地上波版の既放送分の配信を開始[31]。
- 2022年4月17日 - 地上波レギュラーが2年目に突入し、新テーマソング「NO SURRENDER!」が番組内で初解禁[32]。
- 2022年9月13日 - 地上波特番第3弾放送。番組初となるプライムタイムでの放送となる[33]。
- 2023年1月29日 - 当日の緊急生放送において、4月からのゴールデン帯への進出が発表された[34]。
- 2023年3月26日 - 日曜午後での最終放送。ナレーション（天の声）担当の矢崎由紗が、スタジオに初の顔出し出演。
- 2023年4月28日 - ゴールデン帯での初回放送。19時からの2時間スペシャル。同時に番組ロゴもリニューアル。
- 2023年9月10日〜10月1日 - 富士急ハイランドにて本番組とのコラボイベント[35]を開催。これに合わせて、富士山麓電気鉄道富士急行線と富士急バスにてラッピング広告車両も運行される。
- 2024年8月9日 - かつてTBSで放送されていた『東京フレンドパーク』を復活させる3時間スペシャルを放送[36]。同様の企画はこれ以降も、2024年11月18日放送分[37]、2025年4月4日放送分[38][注釈 1]でも行われ、このうち第2弾については、かつて同番組が放送されていた月曜夜にて放送された[37]。

## 主な企画

### 現在
以下、※印の付記されている企画タイトルは番組内での便宜上の呼称。
ダンスノ完コピレボリューション
Snow Manと、ダンスを得意とする芸能人やアーティストにより構成されるチーム2組の、計3チームによるダンス対決企画。代表者が、振り付けが有名な曲の1部分を3分で覚え、観客や他のメンバーの前で披露する。審査員を務めるTAKAHIROこと上野隆博によって「完コピ（お手本ダンスの通り踊れている）」と判定されれば、得点ゲット。得点は曲の難易度が高い程高得点で、初級=10点、中級=20点、上級=30点。クリアした上でTAKAHIROに「会場を大きく盛り上げるダンスを見せた」と判定されれば、「TAKAHIROポイント」として5点が追加される。また、途中（最初に提示される曲とは別に）4人で踊らなくてはならない曲もあり、それをクリアすると50点が入る。さらにTAKAHIROによってその回のMVPに選ばれた人がいるチームには50点が入る。10回戦（回によっては11回戦）行い、得点が1番高いチームが優勝となり、優勝賞品が贈呈される。
深澤が進行を務めるため、Snow Manチームは原則深澤以外の8人で挑戦するが、深澤が挑戦しても良い。また、一部の回ではSnow Manメンバーの1人がゲストチームとして参戦することもある。2025年6月6日放送分では宮舘が足を負傷していたため踊ることができず、深澤がSnow Manチームのメンバーとして参加し、代理の進行を宮舘が務めた。
それスノフレンドパーク
かつてTBSで放送されていた『関口宏の東京フレンドパーク』をSnow ManがMCで復活させたもの。深澤が支配人、山里亮太（南海キャンディーズ）が副支配人として進行を担当する。詳細はリンク先を参照。
未成年の主張 それスノver.
かつてTBSで放送されていた『学校へ行こう！』の人気企画「未成年の主張」を本番組で復活させたもの。Snow Manのメンバー2人が全国の学校に出向き、屋上から叫ぶ学生たちの思いを受け止める。また、本番組のオリジナル要素としてゲスト芸能人が屋上から叫ぶ「成年の主張」も同時に行われる。
東京それスノコレクション（TSC）
Snow Manと「スペシャルモデル」として登場するゲストを加えた10人が毎回テーマに合わせた自分が考えたコーディネートでのファッションショーを行う。進行は柴田英嗣（アンタッチャブル）とTBS女性アナウンサーが担当。
1人ずつ登場しランウェイでの登場曲も自分で選曲する。そのコーディネートをモデル経験者の特別審査員5人が「〇」か「×」かで判定。「〇」を3人以上から得られれば「殿堂入り」となるが、「×」が3人以上の場合は「ダサコレ」としてステージが下がり顔のみカメラに映る状態にされてしまう。
ダサコレとなったメンバーは最後に「ダサコレ王決定戦」に参加。審査員からの意見も参考に「アイテムを脱ぐ」「捨てる」などコーディネートをアレンジし再びランウェイに登場。この状態で審査員が合議し最もダサい「ダサコレ王」1人を決定。ダサコレ王となったメンバーは「見るに堪えない」としてすりガラスによって全身を隠され、声も変更させられてしまう。
スノスケVSワルスケ～試されるアイドルとしての誇り～
常にカッコいい人気者の忍者たち「スノスケ」が、ダサい姿を見たい「ワルスケの里」の大名・山里亮太（南海キャンディーズ）率いる「ワルスケ」が仕掛ける試練に挑む。
最後に山里大名の独断と偏見で今日1日の中で一番ダサかった者1人を決定。その者には「イモスケ」の称号とお仕置きとして「箱の中身は電気だよ（「箱の中身はなんだろうな?」方式で中にある電極に触れることでビリビリを喰らう）」を受ける。
- スライディング人間漢字

地面のスクリーンに棒や点が足りない状態の漢字が表示。どこが足りないかを判断しスライディングで足りない部分になりきる。制限時間は表示から30秒、何か所足りないかは教えられない。漢字が完成したタイミングで読み上げ、正しければ成功。また、出された文字に指定本数を足して別の言葉にする「スライディング意味変化」、写真の中から実際にはありえない箇所をスライディングの足で指して答える「スライディング間違い探し」なども行う。
刺客となるワルスケと交互に挑戦。ワルスケ側は不正解の度に正体を1人ずつ明かしていく。
- らっしゃい!暗記寿司

一流の寿司職人による「客と会話しながらも注文を全て暗記する」という神業に挑戦。スノスケチームは大名・姫・ワルスケの6人、ワルスケチームはスノスケ6人と会話しながら途中で注文されるネタを覚え、15種類の寿司ネタの中から正しいネタを提供。全員に正しく提供できれば成功。1品でも間違えると失敗。
- どこが変わった?女子メイク七変化

「カッコいい男なら女性の細かい変化にスマートに気づけて当然」ということで、向かい合わせで相手役の女性芸能人の見た目を60秒で覚えた後、メイク変化を行った状態で再度登場。どこが変わったかを全て言い当てれば成功。何か所変えたかは教えられない。変化してない場所を言った場合はお手付きとなり、3回お手付きしてしまうと失敗。罰として相手役の女性からダメ出しを受ける。
- ヘルプTHEわらべキャッチ

スノスケの里から奪ってドラム缶に縛り付けたわらべたち（「⚪︎⚪︎助」と表記された名札をつけた男の子の人形）につながる紐を引っ張り、飛び出してきたわらべを地面に落ちる前にキャッチする。どの紐で何体が・どの程度の威力で飛ぶかはランダム。落としてしまったわらべの親にはお仕置きとして町娘たちからの罵倒（ダメ出し）を受ける。
それSnow Manにチャレンジさせて下さい
メンバー1人が自分の好きなものに関することに精通した人物に弟子入りし、それぞれの輝き方を見つける個人企画シリーズ。
セレブ深澤の世界おかね発見!
「〜チャレンジさせて下さい」から生まれた企画。第2弾は単独企画として行われた。
本番組と同じくTBSで放送されていた『世界ふしぎ発見!』のパロディで、BGMは同番組のものが流用されている。
「3度のメシよりお金大好き」を公言する深澤が本当のセレブしか入れない超一流スポットに潜入しそのお金事情を徹底的に調査する。
途中、お金に関係するクイズが出されるのでスタジオ出演者はそれに答える。正解数が一番多かったメンバーが"紹介した施設の無料招待券"など、豪華な景品をゲットできる。
渡辺・Mattの不老不死ビビり旅（※）
「〜チャレンジさせて下さい」から生まれた企画。
美容男子である渡辺とMattが「不老不死」を目指して長寿の秘訣である食材を手に入れることが目的の旅。
阿部・ROLAND×立入禁止エリア（※）
「〜チャレンジさせて下さい」から生まれた企画。
阿部とROLANDが様々な企業の一般には立入禁止とされている所に潜入し、知られざる情報を引き出すというもの。
VTR内の演出や2人の言動は『やりすぎ都市伝説』をパロディしたものが多い。
ROLANDはロケ中、他番組と同様様々な名言を発することが多い（阿部も稀に発する）が、それにちなんでVTR中、他のメンバーやゲストが描かれた「名言ルーレット」が回される。これに当たった人はVTRの感想などを名言風に述べなくてはならない。
そこのSnow Man見つけて下さい
メンバーが変装して街や施設に繰り出し、民間人にバレることなくミッションをクリアしてゴールに辿り着くというもの。各メンバーは指定された別々の都市で所持金千円が渡されスタートし、道中でミッションをクリアすることによって難易度に応じた報酬が支給され、移動費や道中の買い物に使うことが出来る。なお、エリア内には企画内容を知っておりSnow Manを探すことに専念している「サガシ～マン」が2人いるほか、広告ビジョンや施設の館内アナウンスによってSnow Manが街中や施設内に潜んでいることを民間人に晒され難易度が上がることもある。
天国か地獄か!?借り物競争ツアー
進行を務める深澤以外のSnow Manメンバー8人とゲスト1名が3人1組3チームに分かれて行うロケ企画。
ロケ地の街で「1番高価な物を持っている人」などのお題に合った人を探す。
1番お題に合った人を連れて来たチームの勝利。"天国"と称される絶品グルメのご褒美を食べられるが、負けたチームはそれを食べる様子を目の前で見せつけられる"地獄"を味わうこととなる。なお、深澤は無条件でご褒美を食べられる。

### 過去

#### 特番・Paravi配信時代
一番美味しい水はどれ?
日本全国を代表する名水をメンバーが直接採水し、それを水のプロの判定で一番を決める企画。採水ルールとして、最寄り駅から採水地を目指すこと、情報収集の手段は聞き込み調査のみ、所持金は1,000円の3つが設けられている。
地上波特番第1弾での企画であり、Paravi版の第2回から第6回までは各ブロックごとのロケを完全版として配信した。
誕プレ!おねだりラウール!
メンバーの楽屋にラウールが潜入し、メンバーから誕生日プレゼントをもらう企画。
それSnow Manだと誰が向いてますか?
Snow Manが名前を隠し、あるテーマに挑戦し、センスだけで競う企画。その道のプロが審査を行い、メンバーのセンスを順位付ける。Snow Manの“センスあるーマン”と、“センスふつーマン”と、“センスなしーマン”を決める。
それスノ裁判
Snow Manが隠し持っていた疑惑を抜き打ちで暴き、その事実が有罪か、無罪かを決める企画。
それSnow Manならどれだけ食べますか？
厚生労働省が示しているSnow Man世代（18〜29歳）の男性が1日に必要とするエネルギー量2,650キロカロリーを体で覚えてもらうため、メンバーそれぞれが2,650キロカロリーを目指して出前を注文する企画。一番食べられなかったメンバーが、全額を負担する。
それスノ美術部大賞
Twitterで「＃それスノ美術部」のハッシュタグをつけて投稿された作品の中から、Snow Manが大賞を選ぶ企画。
それスノご褒美バスツアー
本番組の配信開始に伴いParaviの加入者が増えたことを記念し、メンバーに秋のご褒美ツアーをプレゼント。番組初の9人旅であるが、常に2択の選択肢が出され、少数派になってしまったメンバーは楽しいプランに参加できないという企画。
若者のそれSnow Manはご存じですか?
Snow Manはちゃんと今の若者のセンスを持っているのかを確かめるため、さまざまな若者検定に挑戦する企画。Snow Manの中で誰が「センスわけ～マン」「センスおじ～マン」なのかを決める。

#### 地上波日曜時代
Snow Manにキャンプさせて下さい!
Paravi配信時代からの企画で、真のキャンプマンを目指しメンバー同士が3チームに分かれてガチンコ勝負を行う。
第1弾はParavi版の2020年8月28日 - 9月18日配信分で4週連続企画として配信され、第2弾は「真夏のキャンプ企画」と題し、地上波移行後の2021年7月11日 - 25日に3週連続で放送された。
絶対に一度は見た事のあるソレ!Snow Manに答えさせて下さい!
通称「ロゴクイズ」。2021年5月23日放送分より開始。
街中で一度は必ず見たことがある有名スーパーや飲食チェーン店・企業のロゴをクイズで出題。Snow Manとゲストがそれぞれ店名（企業名）を答え、10人全員一致で正解できればクリアとなる。クリアすると、クイズとなった店や企業に関連した賞品を手に入れることができる。
ただし、全ての問題で全員正解がなかった場合は罰ゲームが課される。罰ゲームは、地上波の放送では一部分のみが放送され、完全版は番組公式Twitter、または後日放送での公開となる。
2021年8月29日放送分までは一度も全員正解がなかったため、救済措置としてより易しい問題として、ある企業・商品の現行ロゴと過去に使用されていたロゴが表示された後、どちらが現行ロゴかを当てる2択問題が数問挟まれるようになった。しかし、2択問題のみで達成した場合は、ゲストの裁量により「（2択ではない）通常問題で正解しなければ」として、その後に行われる後半1,2問の通常問題で全員正解できなければ罰ゲームと、ハードルを上げるのがお約束となっている。
2021年12月5日放送分にて、はま寿司の現行ロゴを当てる2択問題でようやく全員正解を達成した。
ん?あれの次なんだっけ?
2021年9月19日放送分より開始。誰もが知っているはずなのに、いざ聞かれると「ん?あれの次なんだっけ?」と、つい忘れてしまう並べ替え問題に、10人連続で正解できればクリアとなるクイズ企画。誰かが間違えた時点でその問題は即終了というルールで、答える順番は相談して決めるため、その戦略がカギとなる。

#### 金曜ゴールデン時代
それSnow Manだとおいくらですか？
ゴールデン昇格前から放送。Snow Manがアイドル以外の職業についたら一体いくらで雇ってもらえるのか?を調査する企画。どのメンバーがどの職業に就いたら、一体どのぐらい稼ぐことができるのかをメンバーが予想し、一番予想と外れていたメンバーが罰ゲームを行う。働いた本人も正解は教えられていないため、予想に参加する。
その名門校Snow Manに転校させて下さい
メンバーやゲストが輝かしい実績を持つ学校に1日転校し、学校生活を体験・紹介するというもの。「名門校」は高校などに限らず、特定の職業(海上保安官など)の育成学校も含まれる。
ダブルダッチで日本一獲らせて下さい
Snow Manがダブルダッチで日本一を目指す企画。ダブルダッチで輝かしい実績を持つチームREG☆STYLE指導のもと、120日間忙しいスケジュールの合間を縫って挑んだものの、結果は緊張からかミスも重なり地区予選敗退。それでも最後はREG☆STYLEへの恩返しのため、スタジオで彼らへ向けて本番と同じ演目を行った。

## 出演者

### MC
- Snow Man
  - 岩本照
  - 深澤辰哉
  - ラウール
  - 渡辺翔太
  - 向井康二
  - 阿部亮平
  - 目黒蓮
  - 宮舘涼太
  - 佐久間大介

進行は主に深澤が担当。また、基本的に自身のメンバーカラーのつなぎを着用する。

### ナレーション
- 矢崎由紗[43] - 愛称は「ゆさぴょん」。ゴールデン昇格後は提供読みも担当。
- 大場真人（2023年5月12日 - ）

### 企画レギュラー
- ROLAND - 「阿部・ROLAND×立入禁止エリア」
- Matt - 「渡辺・Mattの不老不死ビビり旅」
- TAKAHIRO - 「ダンスノ完コピレボリューション」
- 茸本朗 - 「それSnow Manにチャレンジさせて下さい・岩本照×山」
- 柴田英嗣（アンタッチャブル） - 「東京それスノコレクション」
- 山里亮太（南海キャンディーズ） - 「それスノフレンドパーク」「スノスケvsワルスケ」ほか

## ネット局

### 特番第1弾
| 放送対象地域   | 放送局                | 系列    | 放送日時      | 放送時間                     | ネット状況 |
| -------------- | --------------------- | ------- | ------------- | ---------------------------- | ---------- |
| 関東広域圏     | TBSテレビ（TBS）      | TBS系列 | 2020年3月25日 | 水曜 23:56 - 翌0:55          | 制作局     |
| 北海道         | 北海道放送（HBC）     | TBS系列 | 2020年3月25日 | 水曜 23:56 - 翌0:55          | 同時ネット |
| 岩手県         | IBC岩手放送（IBC）    | TBS系列 | 2020年3月25日 | 水曜 23:56 - 翌0:55          | 同時ネット |
| 山形県         | テレビユー山形（TUY） | TBS系列 | 2020年3月25日 | 水曜 23:56 - 翌0:55          | 同時ネット |
| 福島県         | テレビユー福島（TUF） | TBS系列 | 2020年3月25日 | 水曜 23:56 - 翌0:55          | 同時ネット |
| 新潟県         | 新潟放送（BSN）       | TBS系列 | 2020年3月25日 | 水曜 23:56 - 翌0:55          | 同時ネット |
| 静岡県         | 静岡放送（SBS）       | TBS系列 | 2020年3月25日 | 水曜 23:56 - 翌0:55          | 同時ネット |
| 鳥取県・島根県 | 山陰放送（BSS）       | TBS系列 | 2020年3月25日 | 水曜 23:56 - 翌0:55          | 同時ネット |
| 愛媛県         | あいテレビ（itv）     | TBS系列 | 2020年3月25日 | 水曜 23:56 - 翌0:55          | 同時ネット |
| 福岡県         | RKB毎日放送（RKB）    | TBS系列 | 2020年3月25日 | 水曜 23:56 - 翌0:55          | 同時ネット |
| 岡山県・香川県 | RSK山陽放送（RSK）    | TBS系列 | 2021年4月14日 | 水曜 23:56 - 翌0:55          | 遅れネット |
| 近畿広域圏     | 毎日放送（MBS）       | TBS系列 | 2021年4月17日 | 土曜（金曜深夜） 0:35 - 1:35 | 遅れネット |

### 特番第2弾
| 放送対象地域   | 放送局                    | 系列    | 放送日時     | 放送時間            | ネット状況 |
| -------------- | ------------------------- | ------- | ------------ | ------------------- | ---------- |
| 関東広域圏     | TBSテレビ（TBS）          | TBS系列 | 2021年1月1日 | 金曜 23:50 - 翌0:50 | 制作局     |
| 北海道         | 北海道放送（HBC）         | TBS系列 | 2021年1月1日 | 金曜 23:50 - 翌0:50 | 同時ネット |
| 青森県         | 青森テレビ（ATV）         | TBS系列 | 2021年1月1日 | 金曜 23:50 - 翌0:50 | 同時ネット |
| 岩手県         | IBC岩手放送（IBC）        | TBS系列 | 2021年1月1日 | 金曜 23:50 - 翌0:50 | 同時ネット |
| 宮城県         | 東北放送（tbc）           | TBS系列 | 2021年1月1日 | 金曜 23:50 - 翌0:50 | 同時ネット |
| 山形県         | テレビユー山形（TUY）     | TBS系列 | 2021年1月1日 | 金曜 23:50 - 翌0:50 | 同時ネット |
| 福島県         | テレビユー福島（TUF）     | TBS系列 | 2021年1月1日 | 金曜 23:50 - 翌0:50 | 同時ネット |
| 山梨県         | テレビ山梨（UTY）         | TBS系列 | 2021年1月1日 | 金曜 23:50 - 翌0:50 | 同時ネット |
| 長野県         | 信越放送（SBC）           | TBS系列 | 2021年1月1日 | 金曜 23:50 - 翌0:50 | 同時ネット |
| 新潟県         | 新潟放送（BSN）           | TBS系列 | 2021年1月1日 | 金曜 23:50 - 翌0:50 | 同時ネット |
| 静岡県         | 静岡放送（SBS）           | TBS系列 | 2021年1月1日 | 金曜 23:50 - 翌0:50 | 同時ネット |
| 富山県         | チューリップテレビ（TUT） | TBS系列 | 2021年1月1日 | 金曜 23:50 - 翌0:50 | 同時ネット |
| 石川県         | 北陸放送（MRO）           | TBS系列 | 2021年1月1日 | 金曜 23:50 - 翌0:50 | 同時ネット |
| 中京広域圏     | CBCテレビ（CBC）          | TBS系列 | 2021年1月1日 | 金曜 23:50 - 翌0:50 | 同時ネット |
| 近畿広域圏     | 毎日放送（MBS）           | TBS系列 | 2021年1月1日 | 金曜 23:50 - 翌0:50 | 同時ネット |
| 鳥取県・島根県 | 山陰放送（BSS）           | TBS系列 | 2021年1月1日 | 金曜 23:50 - 翌0:50 | 同時ネット |
| 岡山県・香川県 | RSK山陽放送（RSK）        | TBS系列 | 2021年1月1日 | 金曜 23:50 - 翌0:50 | 同時ネット |
| 広島県         | 中国放送（RCC）           | TBS系列 | 2021年1月1日 | 金曜 23:50 - 翌0:50 | 同時ネット |
| 山口県         | テレビ山口（tys）         | TBS系列 | 2021年1月1日 | 金曜 23:50 - 翌0:50 | 同時ネット |
| 愛媛県         | あいテレビ（itv）         | TBS系列 | 2021年1月1日 | 金曜 23:50 - 翌0:50 | 同時ネット |
| 高知県         | テレビ高知（KUTV）        | TBS系列 | 2021年1月1日 | 金曜 23:50 - 翌0:50 | 同時ネット |
| 福岡県         | RKB毎日放送（RKB）        | TBS系列 | 2021年1月1日 | 金曜 23:50 - 翌0:50 | 同時ネット |
| 長崎県         | 長崎放送（NBC）           | TBS系列 | 2021年1月1日 | 金曜 23:50 - 翌0:50 | 同時ネット |
| 熊本県         | 熊本放送（RKK）           | TBS系列 | 2021年1月1日 | 金曜 23:50 - 翌0:50 | 同時ネット |
| 大分県         | 大分放送（OBS）           | TBS系列 | 2021年1月1日 | 金曜 23:50 - 翌0:50 | 同時ネット |
| 宮崎県         | 宮崎放送（mrt）           | TBS系列 | 2021年1月1日 | 金曜 23:50 - 翌0:50 | 同時ネット |
| 鹿児島県       | 南日本放送（MBC）         | TBS系列 | 2021年1月1日 | 金曜 23:50 - 翌0:50 | 同時ネット |
| 沖縄県         | 琉球放送（RBC）           | TBS系列 | 2021年1月1日 | 金曜 23:50 - 翌0:50 | 同時ネット |

### 特番第3弾
| 放送対象地域   | 放送局                    | 系列    | 放送日時      | 放送時間           | ネット状況 |
| -------------- | ------------------------- | ------- | ------------- | ------------------ | ---------- |
| 関東広域圏     | TBSテレビ（TBS）          | TBS系列 | 2022年9月13日 | 火曜 22:00 - 22:57 | 制作局     |
| 北海道         | 北海道放送（HBC）         | TBS系列 | 2022年9月13日 | 火曜 22:00 - 22:57 | 同時ネット |
| 青森県         | 青森テレビ（ATV）         | TBS系列 | 2022年9月13日 | 火曜 22:00 - 22:57 | 同時ネット |
| 岩手県         | IBC岩手放送（IBC）        | TBS系列 | 2022年9月13日 | 火曜 22:00 - 22:57 | 同時ネット |
| 宮城県         | 東北放送（tbc）           | TBS系列 | 2022年9月13日 | 火曜 22:00 - 22:57 | 同時ネット |
| 山形県         | テレビユー山形（TUY）     | TBS系列 | 2022年9月13日 | 火曜 22:00 - 22:57 | 同時ネット |
| 福島県         | テレビユー福島（TUF）     | TBS系列 | 2022年9月13日 | 火曜 22:00 - 22:57 | 同時ネット |
| 山梨県         | テレビ山梨（UTY）         | TBS系列 | 2022年9月13日 | 火曜 22:00 - 22:57 | 同時ネット |
| 長野県         | 信越放送（SBC）           | TBS系列 | 2022年9月13日 | 火曜 22:00 - 22:57 | 同時ネット |
| 新潟県         | 新潟放送（BSN）           | TBS系列 | 2022年9月13日 | 火曜 22:00 - 22:57 | 同時ネット |
| 静岡県         | 静岡放送（SBS）           | TBS系列 | 2022年9月13日 | 火曜 22:00 - 22:57 | 同時ネット |
| 富山県         | チューリップテレビ（TUT） | TBS系列 | 2022年9月13日 | 火曜 22:00 - 22:57 | 同時ネット |
| 石川県         | 北陸放送（MRO）           | TBS系列 | 2022年9月13日 | 火曜 22:00 - 22:57 | 同時ネット |
| 中京広域圏     | CBCテレビ（CBC）          | TBS系列 | 2022年9月13日 | 火曜 22:00 - 22:57 | 同時ネット |
| 近畿広域圏     | 毎日放送（MBS）           | TBS系列 | 2022年9月13日 | 火曜 22:00 - 22:57 | 同時ネット |
| 鳥取県・島根県 | 山陰放送（BSS）           | TBS系列 | 2022年9月13日 | 火曜 22:00 - 22:57 | 同時ネット |
| 岡山県・香川県 | RSK山陽放送（RSK）        | TBS系列 | 2022年9月13日 | 火曜 22:00 - 22:57 | 同時ネット |
| 広島県         | 中国放送（RCC）           | TBS系列 | 2022年9月13日 | 火曜 22:00 - 22:57 | 同時ネット |
| 山口県         | テレビ山口（tys）         | TBS系列 | 2022年9月13日 | 火曜 22:00 - 22:57 | 同時ネット |
| 愛媛県         | あいテレビ（itv）         | TBS系列 | 2022年9月13日 | 火曜 22:00 - 22:57 | 同時ネット |
| 高知県         | テレビ高知（KUTV）        | TBS系列 | 2022年9月13日 | 火曜 22:00 - 22:57 | 同時ネット |
| 福岡県         | RKB毎日放送（RKB）        | TBS系列 | 2022年9月13日 | 火曜 22:00 - 22:57 | 同時ネット |
| 長崎県         | 長崎放送（NBC）           | TBS系列 | 2022年9月13日 | 火曜 22:00 - 22:57 | 同時ネット |
| 熊本県         | 熊本放送（RKK）           | TBS系列 | 2022年9月13日 | 火曜 22:00 - 22:57 | 同時ネット |
| 大分県         | 大分放送（OBS）           | TBS系列 | 2022年9月13日 | 火曜 22:00 - 22:57 | 同時ネット |
| 宮崎県         | 宮崎放送（mrt）           | TBS系列 | 2022年9月13日 | 火曜 22:00 - 22:57 | 同時ネット |
| 鹿児島県       | 南日本放送（MBC）         | TBS系列 | 2022年9月13日 | 火曜 22:00 - 22:57 | 同時ネット |
| 沖縄県         | 琉球放送（RBC）           | TBS系列 | 2022年9月13日 | 火曜 22:00 - 22:57 | 同時ネット |

### レギュラー版
- 当初の放送時間帯であった日曜13時台は、前番組『噂の!東京マガジン』（BS-TBSに移行）と同様に、あくまでも全編ローカルセールス枠であるため、TBSテレビ以外の通常時同時ネットとする局であっても、編成上の都合[注釈 3]で臨時非ネットもしくは遅れネット（通常時遅れネット局を除く）に変更する場合がある一方、通常時非ネットとする局や、遅れネットとする局でも不定期で遅れネット（通常時遅れネット局を除く）もしくは臨時同時ネットで放送する場合があった。

### 日曜ローカルセールス時代
| 放送対象地域   | 放送局                    | 系列    | 放送期間        | 放送時間                     | ネット状況 | 備考              |
| -------------- | ------------------------- | ------- | --------------- | ---------------------------- | ---------- | ----------------- |
| 関東広域圏     | TBSテレビ（TBS）          | TBS系列 | 2021年4月11日 - | 日曜 13:00 - 13:30           | 制作局     | 制作局            |
| 北海道         | 北海道放送（HBC）         | TBS系列 | 2021年4月11日 - | 日曜 13:00 - 13:30           | 同時ネット | [ 44 ] [ 注釈 4 ] |
| 宮城県         | 東北放送（tbc）           | TBS系列 | 2021年4月11日 - | 日曜 13:00 - 13:30           | 同時ネット | [ 45 ]            |
| 福島県         | テレビユー福島（TUF）     | TBS系列 | 2021年4月11日 - | 日曜 13:00 - 13:30           | 同時ネット | [ 46 ] [ 47 ]     |
| 山梨県         | テレビ山梨（UTY）         | TBS系列 | 2021年4月11日 - | 日曜 13:00 - 13:30           | 同時ネット | [ 48 ]            |
| 新潟県         | 新潟放送（BSN）           | TBS系列 | 2021年4月11日 - | 日曜 13:00 - 13:30           | 同時ネット | [ 49 ]            |
| 愛媛県         | あいテレビ（itv）         | TBS系列 | 2021年4月11日 - | 日曜 13:00 - 13:30           | 同時ネット | [ 50 ]            |
| 福岡県         | RKB毎日放送（RKB）        | TBS系列 | 2021年4月11日 - | 日曜 13:00 - 13:30           | 同時ネット | [ 51 ]            |
| 大分県         | 大分放送（OBS）           | TBS系列 | 2021年10月3日 - | 日曜 13:00 - 13:30           | 同時ネット | [ 52 ]            |
| 鹿児島県       | 南日本放送（MBC）         | TBS系列 | 2021年4月11日 - | 日曜 13:00 - 13:30           | 同時ネット | [ 53 ]            |
| 静岡県         | 静岡放送（SBS）           | TBS系列 | 2021年4月11日 - | 火曜（月曜深夜） 0:55 - 1:25 | 遅れネット | [ 55 ]            |
| 熊本県         | 熊本放送（RKK）           | TBS系列 | 2021年4月15日 - | 木曜（水曜深夜） 1:00 - 1:30 | 遅れネット | [ 56 ]            |
| 長野県         | 信越放送（SBC）           | TBS系列 | 2021年4月20日 - | 火曜（月曜深夜）1:00 - 1:30  | 遅れネット | [ 58 ]            |
| 近畿広域圏     | 毎日放送（MBS）           | TBS系列 | 2021年4月21日 - | 火曜（月曜深夜）1:29 - 1:59  | 遅れネット | [ 60 ]            |
| 長崎県         | 長崎放送（NBC）           | TBS系列 | 2021年4月22日 - | 木曜（水曜深夜）0:55 - 1:25  | 遅れネット | [ 61 ]            |
| 岡山県・香川県 | RSK山陽放送（RSK）        | TBS系列 | 2021年4月22日 - | 木曜（水曜深夜）0:56 - 1:26  | 遅れネット | [ 62 ]            |
| 宮崎県         | 宮崎放送（mrt）           | TBS系列 | 2021年4月23日 - | 金曜（木曜深夜）0:56 - 1:26  | 遅れネット | [ 63 ]            |
| 鳥取県・島根県 | 山陰放送（BSS）           | TBS系列 | 2021年4月23日 - | 金曜 11:00 - 11:30           | 遅れネット | [ 64 ]            |
| 山形県         | テレビユー山形（TUY）     | TBS系列 | 2021年5月9日 -  | 火曜（月曜深夜）0:55 - 1:25  | 遅れネット | [ 66 ]            |
| 中京広域圏     | CBCテレビ（CBC）          | TBS系列 | 2021年5月9日 -  | 月曜（火曜深夜）0:59 - 1:29  | 遅れネット | [ 68 ] [ 注釈 5 ] |
| 富山県         | チューリップテレビ（TUT） | TBS系列 | 2021年5月12日 - | 水曜（火曜深夜）0:36 - 1:06  | 遅れネット | [ 69 ]            |
| 岩手県         | IBC岩手放送（IBC）        | TBS系列 | 2021年5月20日 - | 木曜（水曜深夜）1:28 - 1:58  | 遅れネット | [ 70 ]            |
| 高知県         | テレビ高知（KUTV）        | TBS系列 | 2021年5月21日 - | 金曜 16:20 - 16:50           | 遅れネット | [ 71 ]            |
| 青森県         | 青森テレビ（ATV）         | TBS系列 | 2021年5月30日 - | 日曜（土曜深夜）1:28 - 1:58  | 遅れネット | [ 72 ]            |
| 石川県         | 北陸放送（MRO）           | TBS系列 | 2022年5月2日 -  | 火曜（月曜深夜）0:00 - 0:30  | 遅れネット | [ 73 ]            |

過去のネット局
※いずれの局も遅れネット。
| 放送対象地域 | 放送局            | 系列    | 放送期間                      | 放送時間                    | 備考              |
| ------------ | ----------------- | ------- | ----------------------------- | --------------------------- | ----------------- |
| 広島県       | 中国放送（RCC）   | TBS系列 | 2021年4月29日 - 2022年3月31日 | 金曜（木曜深夜）1:07 - 1:37 | [ 75 ] [ 注釈 6 ] |
| 山口県       | テレビ山口（tys） | TBS系列 | 2021年10月8日 - 2022年4月1日  | 金曜（木曜深夜）0:38 - 1:10 | [ 76 ]            |
| 沖縄県       | 琉球放送（RBC）   | TBS系列 | 2021年7月6日 - 2022年9月      | 火曜 14:25 - 14:55          | [ 78 ]            |

### 金曜ネットワークセールス時代
ここからはTBS系列全28局で同時ネット。
| 放送対象地域   | 放送局                    | 系列    | 放送日時           | ネット状況 |
| -------------- | ------------------------- | ------- | ------------------ | ---------- |
| 関東広域圏     | TBSテレビ（TBS）          | TBS系列 | 金曜 20:00 - 20:54 | 制作局     |
| 北海道         | 北海道放送（HBC）         | TBS系列 | 金曜 20:00 - 20:54 | 同時ネット |
| 青森県         | 青森テレビ（ATV）         | TBS系列 | 金曜 20:00 - 20:54 | 同時ネット |
| 岩手県         | IBC岩手放送（IBC）        | TBS系列 | 金曜 20:00 - 20:54 | 同時ネット |
| 宮城県         | 東北放送（tbc）           | TBS系列 | 金曜 20:00 - 20:54 | 同時ネット |
| 山形県         | テレビユー山形（TUY）     | TBS系列 | 金曜 20:00 - 20:54 | 同時ネット |
| 福島県         | テレビユー福島（TUF）     | TBS系列 | 金曜 20:00 - 20:54 | 同時ネット |
| 山梨県         | テレビ山梨（UTY）         | TBS系列 | 金曜 20:00 - 20:54 | 同時ネット |
| 長野県         | 信越放送（SBC）           | TBS系列 | 金曜 20:00 - 20:54 | 同時ネット |
| 新潟県         | 新潟放送（BSN）           | TBS系列 | 金曜 20:00 - 20:54 | 同時ネット |
| 静岡県         | 静岡放送（SBS）           | TBS系列 | 金曜 20:00 - 20:54 | 同時ネット |
| 富山県         | チューリップテレビ（TUT） | TBS系列 | 金曜 20:00 - 20:54 | 同時ネット |
| 石川県         | 北陸放送（MRO）           | TBS系列 | 金曜 20:00 - 20:54 | 同時ネット |
| 中京広域圏     | CBCテレビ（CBC）          | TBS系列 | 金曜 20:00 - 20:54 | 同時ネット |
| 近畿広域圏     | 毎日放送（MBS）           | TBS系列 | 金曜 20:00 - 20:54 | 同時ネット |
| 鳥取県・島根県 | 山陰放送（BSS）           | TBS系列 | 金曜 20:00 - 20:54 | 同時ネット |
| 岡山県・香川県 | RSK山陽放送（RSK）        | TBS系列 | 金曜 20:00 - 20:54 | 同時ネット |
| 広島県         | 中国放送（RCC）           | TBS系列 | 金曜 20:00 - 20:54 | 同時ネット |
| 山口県         | テレビ山口（tys）         | TBS系列 | 金曜 20:00 - 20:54 | 同時ネット |
| 愛媛県         | あいテレビ（itv）         | TBS系列 | 金曜 20:00 - 20:54 | 同時ネット |
| 高知県         | テレビ高知（KUTV）        | TBS系列 | 金曜 20:00 - 20:54 | 同時ネット |
| 福岡県         | RKB毎日放送（RKB）        | TBS系列 | 金曜 20:00 - 20:54 | 同時ネット |
| 長崎県         | 長崎放送（NBC）           | TBS系列 | 金曜 20:00 - 20:54 | 同時ネット |
| 熊本県         | 熊本放送（RKK）           | TBS系列 | 金曜 20:00 - 20:54 | 同時ネット |
| 大分県         | 大分放送（OBS）           | TBS系列 | 金曜 20:00 - 20:54 | 同時ネット |
| 宮崎県         | 宮崎放送（mrt）           | TBS系列 | 金曜 20:00 - 20:54 | 同時ネット |
| 鹿児島県       | 南日本放送（MBC）         | TBS系列 | 金曜 20:00 - 20:54 | 同時ネット |
| 沖縄県         | 琉球放送（RBC）           | TBS系列 | 金曜 20:00 - 20:54 | 同時ネット |

## 主なスタッフ

### 日曜昼時代
※印の付記されたスタッフはいずれも週替りで担当。
- 構成：桜井慎一、坂田至
- TM：鈴木昭平（以前はVE→一時離脱）
- TD：斎(齊)藤美由紀
- CAM※：水崎雄太、廣岡達之
- VE※：久保澤知史、木野内洋
- 音声※：和田良介、浜崎健、斉藤宏司
- 照明※：小野寺伸一、荻原小桃
- 編集：小川琢磨
- MA※：足達健太郎、井田須美子
- 音効：高取謙
- ロゴデザイン：佐藤茉美
- イラスト※：tanuki、中村サトル
- 美術：郭洙延（以前は美術デザイナー）
- 美術ディレクター：半田裕記（以前は美術制作）
- 装置：正代俊明
- 操作：冨千優
- 装飾：川原栄一
- アクリル装飾：青木剛
- 電飾：金井梨奈
- 植木装飾※：河村空
- 衣装：渥美智恵
- 持道具：佐藤由莉伽
- メイク※：岩下倫之、杉野智行、石川翔平、いたつ、髙石涼太、安海督曜、アートメイク・トキ、牧野裕大
- 協力：ジャニーズ事務所
- 編成：寺田淳史
- 宣伝：落合真美
- TK※：滝本優子、五味真琴
- デスク：鈴木里奈
- AD※：中島栞、片倉茜、名護谷瑞貴、迫上凌、増山源太／新堀愛理、栗原悠希、笹倉杏奈、諸伏将大、藤本菜摘、砂川博康、桶谷祐太、平川僚助、北川草太、小林咲里、菊﨑陽太、柏木育穂、成井綾、糸井優和
- AP：増田楓、門脇衣良、菅野健治、植木風佳
- ディレクター：古川文彦、長谷川雄平、温井里恵、雨宮佑介、秋津貴宣、遠藤卓哉
- チーフディレクター：福司龍太（neo）
- 総合演出：吉野真一郎（neo）
- 担当プロデューサー：松原拓也、長瀬徹（ZION）、前田美和（neo）、出浦寿恵・土屋翔太（以前はAP）
- プロデューサー：辻有一
- エグゼクティブプロデューサー：小林弘典（以前はチーフプロデューサー）
- 制作協力：neo、ZION
- 制作：TBSテレビコンテンツ制作局バラエティ制作一部
- 制作著作：TBS

#### 過去のスタッフ
- TM：山下直、森和哉
- 照明※：鈴木英敬、横山修司
- 撮影アドバイザー：荒井隆之
- 音効：加藤博紀
- 美術プロデューサー：山口智広
- 植木装飾※：村佳子
- 電飾：伊吹英之
- 建具：大崎健一
- AP：笹崎明奈、伊藤実知子、関谷なつみ
- ディレクター：新井孝輔、鶴巻昌宏、坂上祐生、山嶋将義、安岡温彦
- 音楽演出：伊藤雄介
- 担当プロデューサー：久田誠司

### 金曜ゴールデン時代
- 構成：桜井慎一、坂田至、大井洋一、松本智子、林田晋一、町田直也
- TM：半田圭
- TD：齊藤美由紀、中里子、井原公二、鈴木千恵【週替り】
- CAM：廣岡達之、鈴木貴雄【週替り】
- VE：久保澤知史、下斗米孝仁、熊谷雄太、山本晃平【週替り】
- 音声：斉藤宏司、龍田幸久、渡邉学、田尻彩妃、矢野彩香、西崎智美、臼井久雄、仲山一也【週替り】
- 照明：小野寺伸一、荻原小桃、根岸朋之【週替り】
- ロケ技術：SWISH JAPAN【毎週】、TBSアクト、大原一行、Groovy、山田大介【週替り】
- 編集：小川琢磨【毎週】、小口夏樹【週替り】
- MA：足達健太郎
- 音効：高取謙【毎週】、新谷隆生【不定期】
- ロゴデザイン：藤井亮
- 美術プロデューサー：大沼陽
- 美術デザイナー：古賀福太郎
- 美術ディレクター：落合竜司
- 大道具装置：正代俊明、坂本進、鈴木匡人【週替り】
- 大道具操作：酒井柚、山本晃靖【週替り】
- アクリル装飾：渡邊卓也、阿部裕梨奈、吉原正典、井上千洸【週替り】
- 装飾：西真彩
- 電飾：金井梨奈、渡部真子、田谷尚教、石野祥一【週替り】
- ヘアメイク：杉野智行、横山雷志郎、髙取篤史【毎週】、アートメイク・トキ、安海督曜、木下夏妃、本郷友紀子、田中智子、小川瑛未、松田陸(凌)、岩下倫之（岩下→以前は毎週）【週替り】
- 公開：松元裕二、中垣雄稀【毎週】、大島駿【週替り】
- 技術協力：東京オフラインセンター
- 編成：髙田脩
- 宣伝：落合真美、田口悠
- TK：南田めぐみ【毎週】、常藤直子【週替り】
- デスク：鈴木里奈
- AD：中島栞【毎週】、竹中未歩、野上真梨子、藤澤陸、菊崎陽太、木村達矢、並木俊憲、鈴木舞子、松浦実里、豊田竜平、久野佑、三木友騎、菊田剛志、松原涼斗、鈴木千賀、藤本茂明(朗)、庄司和真、須志田龍生、安井華奈子、鳥谷峯亜季、鶴田公毅、新酒優歌（TBS SPARKLE）、高尾華乃子、千場はるな、臼井乃笑子、天木麻湖、坂之上侑大、君野雄大(太)、浅野純也、丹野千尋、有山(倉本)明日香、中島智基、福田奈未、織居女杏、島村日南乃、堀菜月、栗原一浩、稗畠颯紀、萩原大晴、千葉雅隆、安長舟磨、多田千紘、丹野青空、石山桃果、小林美月、小島里華子、内川昴志、糸井優和、井上瑞葉、岩本真紀、重永樹、鈴木拓海、野田理紗子、由木帆香、河内谷誠真、吉村明日香【週替り】
- 制作進行：出浦寿恵、中武絵利
- キャスティング：吉田弓恵
- AP：増田楓【毎週】、植木風佳、仙田尚希、佐藤絵理、渡邊幸子、兼平孔明、野津彩乃、持田涼子（TBS SPARKLE）、竹原由利子、新堀愛理、嶋田莉乃、岩崎ゆかり、向恵利香、奥秋桃子、児玉章、菅原真由美【週替り】
- ディレクター：雨宮祐介、中山健志・鶴巻昌宏、久保田奈津子、古川文彦、温井里恵、杉浦裕樹、辻潤、秋津貴宣、村松敬祐、長田雄磨、早田翔、藤田豊平、工藤翔、川端洋輔、高市輝久・流郷敏隆（TBS SPARKLE）、遠藤卓哉（フォーミュレーションI.T.S.）、永山靖章（BMC）、高場透、長谷川雄平、木村諒、大前健太、熊田周平、大村実穂、村松佑亮、柚山淳、石澤元希、森島樹、野満一朗太、久野和洋、柳沢光一郎（柳沢→以前は編成→一時離脱）、佐川陽亮、栗崎圭吾、杉浦啓太、蒲生勇樹、木村亮、中村遼、小林恵美、岩永紗代美、丹野絵梨香、後藤琢磨、高取瑞紀、狩野紀明、杉山貴久、宮本将孝、佐藤智洋、西河真由子、飯田悠太郎、塩谷暁充、流郷敏隆、境太資、籾山裕太、須田真光、早田翔、森伸太郎、佐川亮介、牧麦、舘りさ子、増田貴也（蒲生・飯田・舘→以前はAD）【週替り】
- 演出：福司龍太（neo）、山嶋将義
- 総合演出：吉野真一郎（neo）
- プロデューサー：松原拓也、細谷知世【毎週】、前田美和・土屋翔太（neo）、門脇衣良、立石憲一郎（Beeam Entertainment）、名田雅哉（officeDA-NA）、竹内加奈子、長瀬徹・菅野健治（ZION）、谷知明・川嶋和成・小西憲太郎（TBS SPARKLE）、好田康智、山ノ内禎枝、奥田照美、山野江美香【週替り】
- 制作協力：neo、TBS SPARKLE、officeDA-NA、ZION、BakaBest
- 制作：TBSテレビコンテンツ制作局バラエティ制作二部
- 制作著作：TBS

#### 過去のスタッフ
- TM：鈴木昭平
- CAM：髙濱成生
- VE：木野内洋
- 大道具操作：冨千優、牧ヶ谷純二
- ヘアメイク：石川翔平【毎週】
- 協力：ジャニーズ事務所
- TK：滝本優子
- 編成︰寺田淳史、松本佳奈子、森岡梢
- 宣伝：廣田彩夏
- キャスティング︰久田誠司
- プロデューサー︰山家稔貴
- チーフプロデューサー：辻有一

## テーマソング

### Paravi版
- Snow Man「ナミダの海を越えて行け」

### 地上波版
- Snow Man「Be Proud!」(2021年度)
- Snow Man「NO SURRENDER!」(2022年度)[32]
- Snow Man「ココロヒトツ」(2023年度)
- Snow Man「ROCK 'N' ROLL」（2024年度）
- Snow Man「ナミダの海を越えて行け」（2025年度-）[79]

## 受賞
- TVerアワード2024 バラエティ特別賞[80]